# Primăria Tășnad

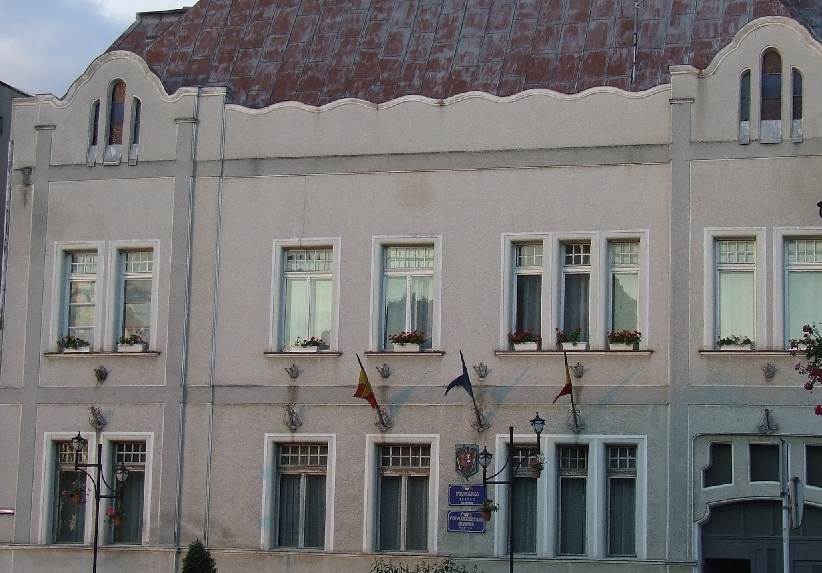

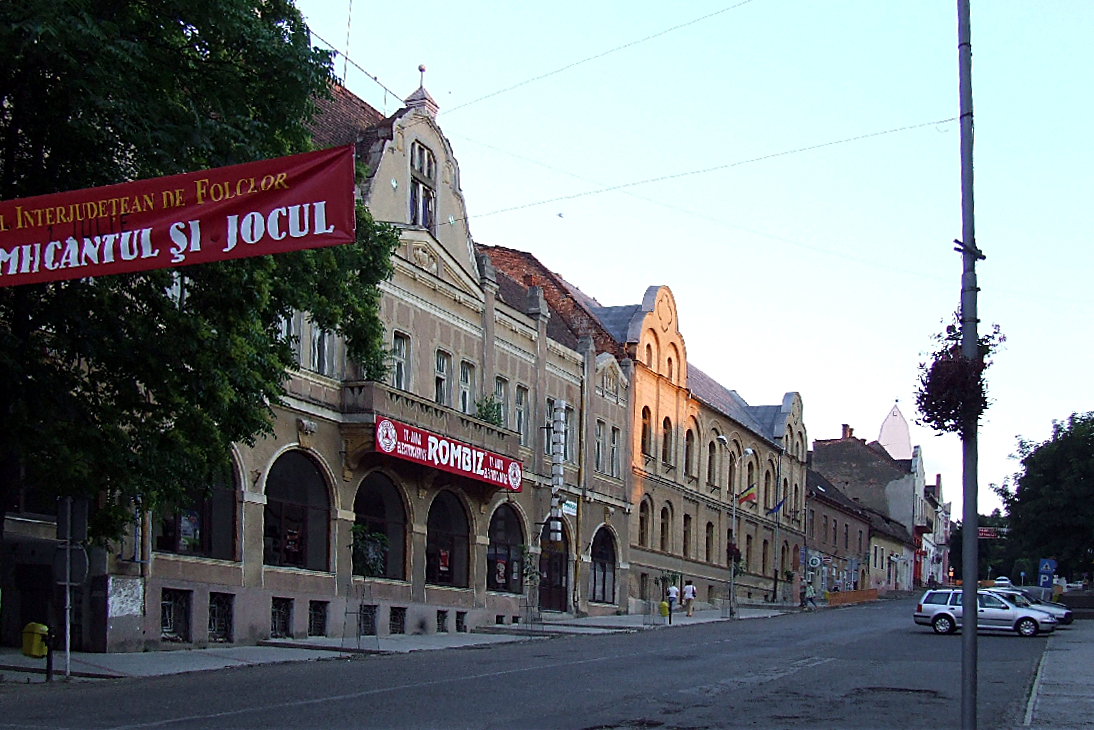

Primăria Tășnad este o cladire din Tășnad.